# Spermacoce keyensis
Spermacoce keyensis är en måreväxtart som beskrevs av John Kunkel Small. Spermacoce keyensis ingår i släktet Spermacoce och familjen måreväxter. Inga underarter finns listade i Catalogue of Life.